# Gmina Podbablje
Gmina Podbablje (chorw. Općina Podbablje) – gmina w Chorwacji, w żupanii splicko-dalmatyńskiej. Jej siedzibąjest Drum. W 2011 roku liczyła 4680 mieszkańców.

## Miejscowości
Gmina składa się z następujących miejscowości:
- Drum
- Grubine
- Hršćevani
- Ivanbegovina
- Kamenmost
- Krivodol
- Podbablje Gornje
- Poljica